# Centrarthra hexistigma
Centrarthra hexistigma är en fjärilsart som beskrevs av Antonius Johannes Theodorus Janse 1938. Centrarthra hexistigma ingår i släktet Centrarthra och familjen nattflyn. Inga underarter finns listade i Catalogue of Life.